# Мелодия ля-минор
Мелодия ля-минор — музыкальное произведение украинского композитора Мирослава Скорика, написанное им для фильма «Высокий перевал» по заказу кинорежиссёра Владимира Денисенко.

## История создания
Кинолента, которая имела рабочее название «Рядовые партии», рассказывает о военных годах в Галиции и снималась в начале 1980-х годов. Несмотря на то, что оригинальный сценарий акцентировал внимание на трагедии, пришедшей в обычную галицкую семью из-за Второй мировой войны, под давлением властных структур картина претерпела ряд значительных изменений уже при монтаже, чтобы изобразить деятельность ОУН-УПА через призму советской идеологии. Режиссёр картины, не разделяя трактовки сценария, которую навязывали представители КГБ, обратился к Мирославу Скорику с просьбой написать такую музыку к киноленте, которая смогла бы «рассказать» зрителю то, чего нельзя было показать. Изначально произведение было написано для флейты и фортепиано, но позже композитор сделал переработку для скрипки с фортепиано, и скрипки с оркестром.

## Музыкальная структура
Композиция написана в размере 4/4, основная тональность — ля-минор, состоит из 50 тактов и имеет выраженный лирический характер. Кульминация должна исполняться poco crescendo ed affetuoso — то есть, постепенно усиливая звучание и выразительность. Продолжительность «Мелодии ля-минор» в оригинальном варианте для фортепиано и скрипки — три минуты двенадцать секунд.

## Популярность и признание
Несмотря на значительный вклад композитора, который включает оперу, балет, концерты (для оркестра, для виолончели с оркестром, три фортепианные, две скрипичные), произведения для оркестра, для различных ансамблей, фортепианных соло, кроме семи партит для разных инструментальных составов; музыку ко многих фильмам и театральным представлениям, джазовую и популярную музыку, «Мелодия ля-минор» на сегодняшний день является наиболее узнаваемым и исполняемым произведением Скорика. «Мелодия ля-минор» в разных аранжировках стала своеобразным «интонационным знаком» конца 1980-х — начала 1990-х годов. Как известно, основная причина такого признания — невероятно точно найденная мелодическая идея, соединение импровизационно-повествовательной манеры с кульминационным широким ходом на октаву, со своеобразным ритмическим рисунком, который воспринимается и как лирический взволнованный монолог, и как печальный напев скрипки народного виртуоза. При всей традиционности средств музыкальной выразительности эта музыка отнюдь не банальна: в примитивной структуре «Мелодии» немало эффектов «иллюзии восприятия», неожиданных «переключений» в иную сферу.

## Издания и исполнения
- Мирослав Скорик, Роман Репка. Мелодия. Фортепианная музыка (2003).
- Львовский камерный оркестр «Академия». La belle musique (2005).
- Оркестр «Киев-Классик». Моя Украина. Классическая музыка украинских композиторов (2005).
- Богдана Пивненко, Ирина Стародуб, Мирослав Скорик. Произведения для скрипки та фортепиано (2007).
- Мирослава Которович, Государственный камерный ансамбль «Киевські солисты». Сотворение (2006). В 2022 году это исполнение послужило музыкальной заставкой к подкасту «Обратный адрес» русской службы радио «Свобода».
- В 2007 году украинская певица Оксана Билозир записала песню «Свеча», слова которой поэт-песенник Богдан Стельмах положил на «Мелодию ля-минор» Мирослава Скорика. Песня посвящена трагедии голода на Украине 1932—1933 годов, в августе 2007 года на песню был снят музыкальный клип, представленный общественной публике в сентябре того же года. Он был приурочен к 75 годовщине Голодомора[5].

## Нарушения авторских прав
«Мелодия ля-минор» часто используется без ведома и согласия автора в коммерческих целях — к примеру, в многосерийном фильме российско-украинского производства «Доярка из Хацапетовки» (2007).